# Гун Темур-хан
Гун Темур-хан (1377 —1402) — 7-й великий каган Монгольського ханства в 1400—1402 роках. Ім'я перекладається як «Глибокий (сильний) залізний володар».

## Життєпис
Старший син монгольського кагана Нігулесугчі-хана. Народився у 1377 році. У 1399 ойрати на чолі із Батулою (очільником ойратів-чорого) і Угеші-Хашигу-нойоном (очільником торгутів) перемогли та вбили батька Гун-Темур-хана. Після цього захопили владу в Монгольському ханстві, зробивши ойратів самостійними. Китайський імператор Чен-цзу визнав ватажка торгутів Угеші новим володарем Монголії.
У 1400 році східні монголи оголосили Гун-Темура новим ханом на противагу Батулі і Угеші-Хашигу. Новий хан розпочав негайну боротьбу за владу в Монголії. Спочатку атакував державу Кара-Дел в оазі Хамі, очільник якої чагатаїд Енке-Темур був союзником імперії Мін. Гун-Темур-хан переміг та вбив того, захопивши Хамі. Втім у 1402 році зазнав поразки від Угеші-Хашигу-нойона або Аругтай-тайши й загинув. Владу перебрав Угеші, офіційно ставши каганом під ім'ям Оруг Темур-хан.